# Marjean Holden
Marjean Holden – amerykańska aktorka filmowa i telewizyjna, znana z roli Sheevy w Mortal Kombat 2: Unicestwienie.
Wystąpiła w takich filmach jak Nemesis, Osaczony, Duchy Marsa, Władca zwierząt, czy Krucjata.